# Muralla urbana de Guadix
La muralla urbana de Guadix es una antigua infraestructura militar de origen árabe que se encuentra situada en el municipio español de Guadix, en la provincia de Granada, comunidad autónoma de Andalucía. Construida en torno al siglo XI, actualmente tiene la consideración de Bien de Interés Cultural y está incluida en el Catálogo General del Patrimonio Histórico Andaluz.

## Historia
La construcción original data del siglo XI, época en que también se levantó el complejo de la alcazaba. Durante ese período la zona se encontraba bajo dominio del reino zirí. En la construcción de la muralla se utilizaron sillares procedentes del antiguo teatro romano de Acci. En el siglo XII la estructura fue remodelada y se le agregó, entre otras cosas, la barbacana a lo largo de prácticamente todo el perímetro.

## Descripción
Los restos de la muralla se encuentran visibles a lo largo de casi toda su traza, excepto en algunos tramos al norte y el este. La parte mejor conservada corresponde a la almazana, que se encuentra en un área más elevada. Las intervenciones realizadas en épocas recientes, pese a no haber sido siempre respetuosas para su conservación, no han alterado sustancialmente el trazado original.
El torreón del Ferro, al norte, es uno de sus elementos principales. Cerca de allí se encontraba una de las entradas de la ciudad. Se conservan algunos restos del tramo oriental y parte de la puerta de La Imagen. También se conserva la puerta de San Torcuato. En la actualidad el complejo defensivo se encuentra protegida como Bien de Interés Cultural con el registro 51-0011736.